# Centrul istoric din Oradea
Centrul istoric din Oradea este un ansamblu de monumente istorice aflat pe teritoriul municipiului Oradea.